# Episodi di Step Up: High Water (seconda stagione)
La seconda stagione della serie televisiva Step Up: High Water, composta da 10 episodi, è stata interamente pubblicata su YouTube Premium il 20 marzo 2019.
| n° | Titolo originale | Titolo italiano | Pubblicazione USA | Pubblicazione Italia |
| -- | ---------------- | --------------- | ----------------- | -------------------- |
| 1  | Precision        | Precisione      | 20 marzo 2019     | 20 marzo 2019        |
| 2  | Splits           | Separazioni     | 20 marzo 2019     | 20 marzo 2019        |
| 3  | Form             | Forma           | 20 marzo 2019     | 20 marzo 2019        |
| 4  | Vogue            | Moda            | 20 marzo 2019     | 20 marzo 2019        |
| 5  | Inversion        | Inversione      | 20 marzo 2019     | 20 marzo 2019        |
| 6  | Isolations       | Isolamenti      | 20 marzo 2019     | 20 marzo 2019        |
| 7  | Attitude         | Atteggiamento   | 20 marzo 2019     | 20 marzo 2019        |
| 8  | Azonto           | Azonto          | 20 marzo 2019     | 20 marzo 2019        |
| 9  | Improvisation    | Improvvisazione | 20 marzo 2019     | 20 marzo 2019        |
| 10 | Hip-Hopera       | Opera Hip-hop   | 20 marzo 2019     | 20 marzo 2019        |